# Игнатова, Татьяна Петровна
Татьяна Петровна Игнатова (6 апреля 1947 — 1 июля 2021) — советская и российская актриса кино.
Мастер эпизодических ролей, характерная актриса. Дебют — в фильме Владимира Мотыля «Женя, Женечка и „Катюша“». Её роли обычно небольшие, часто безмолвные, но, благодаря характерной внешности актрисы запоминающиеся зрителю. В кино имела всего одну главную роль — Танюша в фильме «Пой песню, поэт…».

## Фильмография
1. 1967 — Женя, Женечка и «катюша» — смеющаяся девушка (в финальной сцене)
2. 1969 — Тройная проверка
3. 1969 — Эти невинные забавы — Зоя
4. 1971 — Пой песню, поэт… — Танюша, первая любовь Есенина
5. 1973 — Двое в пути — Лида Гущина
6. 1974 — Все улики против него — дочь Чекана
7. 1975 — На край света...
8. 1976 — 12 стульев (фильм, 1976) — участница «дамского оркестра»
9. 1977 — Служебный роман — сотрудница института с родинками
10. 1977 — Инкогнито из Петербурга — гостья, смеющаяся над Сквозник-Дмухановскими
11. 1977 — Мимино — женщина, наблюдающая за танцем Валико и Рубика (в титрах не указана)
12. 1978 — Голубка — проводница
13. 1978 — Обыкновенное чудо — фрейлина придворных дам
14. 1979 — Экипаж — женщина с ребёнком
15. 1979 — Место встречи изменить нельзя — посетительница ресторана «Прибой»
16. 1980 — Незваный друг — гостья у Грековых
17. 1980 — О бедном гусаре замолвите слово — модистка
18. 1981 — Отпуск за свой счёт (ТВ)
19. 1982 — Вокзал для двоих — подружка торговца дынями
20. 1982 — Спортлото 82 — продавщица с книжкой
21. 1982 — Кто стучится в дверь ко мне... — Татьяна Петровна, медик в больнице
22. 1982 — Детский мир - продавец
23. 1982 — Похождения графа Невзорова
24. 1985 — Искренне Ваш - посетительница ресторана
25. 1986 — Нужные люди
26. 1986 — Чужая Белая и Рябой — зрительница в кинотеатре под открытым небом
27. 1991 — Небеса обетованные — блаженная бомжиха с бантом
28. 1994 — Эпилог
29. 2000 — 24 часа